# Tvardița
Tvardița è un comune della Moldavia situato nel distretto di Taraclia di 5.882 abitanti al censimento del 2004. È abitato in larga maggioranza (91,7% della popolazione) da Bulgari bessarabi.

## Storia
Venne fondata da profughi bulgari provenienti da Tvărdica dopo la fine della guerra russo-turca del 1828-29.